# Zombie Powder
Zombie Powder (Zonbi Paudā?) es un manga de Kubo Tite, creador de Bleach, el cual nunca fue terminado. Consta de 27 capítulos (compilados en 4 tankōbon) los cuales fueron publicados entre 1999 y el 2000 en la revista Shōnen Jump antes de ser cancelado.

## Argumento
Situado en el universo rural que nos recuerda levemente al western, aunque no tan fuertemente como Trigun o Cowboy Bebop, Zombie Powder nos narra la historia de Gamma Akutabi, un muy buscado criminal de la llamada clase "zero-s" o "zero-special", Gamma viaja sin rumbo fijo en busca de los doce anillos de los muertos, artefactos raros y místicos que se alimentan de la vida de sus presas y que todos juntos son capaces de crear el polvo de zombie: Una medicina que amplifica el poder de vida y es capaz de dar inmortalidad a los vivos y vida nueva a los muertos. Con un pasado oscuro y tormentoso que tal vez nunca tendremos la oportunidad de conocer, así como una personalidad que va desde lo irreverente y risible hasta lo noble, hasta lo simplemente violento y animal, su brazo derecho se encuentra recubierto de blindaje negro, el cual protege su palma a la hora de atajar balas con ellas, razón por lo que es conocido como "la muerte de brazo negro" y usa una enorme espada-sierra motorizada y su conocimiento de la técnica "horin-zanjutsu" para erradicar a sus enemigos. En sus viajes es acompañado por Elwood, un joven ladrón y carterista experto en lanzar cuchillos que desea el polvo para revivir a su hermana, Smith, su socio y un ser aún más misterioso aunque no tan oscuro como el mismo Gamma, y Wolfganina Lalla Getto, alias "Wolfina", la reportera de la justicia y la verdad, que junto a su trípode y su cámara lleva a aquellos que abusan de los débiles ante la justicia, y cuyo hermano menor, Emilio, tiene uno de los anillos alojado en su cerebro, alimentándose de él y dejándolo en un eterno estado de coma.

## Personajes
Gamma Akutabi (芥火完真(ガンマ) Akutabi Ganma ?): el protagonista de esta historia es un forajido buscado por la justícia que viaja en busca de los doce anillos de la muerte para conseguir la inmortalidad. Se le reconoce fácilmente por su larga cabellera plateada, su nada discreta gabardina y su brazo mecánico, con el que es capaz de parar las balas al vuelo. Lleva una gran espada con él y es maestro del Karinzanjutsu (火輪斬術?  lit., Técnica de Espada del Anillo Flamígero), un estilo de lucha con espada que para dominarlo a la perfección se necesitan 32 años de entrenamiento. Gamma en cambio lo perfeccionó en sólo cuatro años. Gamma tiene 22 años y arrastra con él un oscuro pasado que aún no ha salido a la luz, con una extraña mujer morena que parece estar esperándole en alguna parte.
John Elwood Shepherd (ジョン·エルウッド·シェパード Jon Eruuddo Shepādo?): con tan solo 13 años de edad a Elwood le ha tocado una vida muy dura. Huérfano, lo único que tiene en la vida es a su hermana, la cual está gravemente enferma del corazón. Para conseguir medicinas y reunir dinero para curarla definitivamente Elwood se dedica al noble arte del carterismo, del que es muy hábil. Cuando su hermana muere decide que hará todo lo posible para devolverla a la vida, así que se marcha de viaje con Gamma. Además de robar Elwood es muy bueno lanzando cuchillos. Es muy maduro para su edad y tiene las ideas muy claras sobre lo que quiere.
C.T. Smith (C. T. スミス C.T. Sumisu?): C.T. Smith es el compañero de Akutabi Gamma y una de las pocas personas que pueden equiparársele en fuerza. Tras su aspecto de hombre corriente ataviado con un traje, un sombrero, unas gafas y una corbata se esconde un excelente pistolero con una gran inteligencia. Siempre está alegre y tiende a frivolizarlo todo; es muy misterioso y apenas si se descubre algo sobre él; ni siquiera nadie sabe su edad real. Además de dominar a la perfección la pistola posee una gran velocidad y suele hacerlo todo bien excepto construir bombas, para lo que es un desastre. Su nombre es bastante conocido entre los criminales aunque no sabemos nada de su pasado.
Wolfgangina Lalla Getto (ウルフギャンギーナ·ララ·ジェット Urufugyangīna Rara Jetto?): Wolfina sólo tiene 18 años, pero como Elwood tampoco lo ha tenido nada fácil. Es periodista y se dedica básicamente a descubrir los trapos sucios de los criminales para hundirlos. Cree ciegamente que el mundo es injusto porque el fuerte y poderoso siempre pisotea al débil, por lo que su trabajo consiste en hundir al fuerte para ayudar al débil; para Wolfina la justicia es lo más importante. Tras ello, pero, se esconde una gran tragedia familiar; cuando era más pequeña su hermano Emilio fue devorado por un anillo de la muerte y ha estado en coma desde entonces. Gracias a Gamma Wolfina sabrá por fin lo que le ha pasado a su hermano, y partirá junto a él en busca de un médico que pueda ayudarle a extirpar el anillo del cerebro de Emilio. Pelea con un trípode.
Baragne Binoix Bartoreuil Balmunk (バラーニュ·ビノワ·バルトルイユ·バルムンク Barānyu Binowa Barutoruiyu Barumunku?): Balmunk el místico es un criminal peligrosísimo de primer nivel del que se dice ha asesinado a más de veinte mil personas. Dirige un circo ambulante mortal que sirve como reclamo para sus víctimas. Es muy poderoso y tiene un sinfín de habilidades mágicas, desde sacar tigres de su sombrero a hacer cualquier cosa con su cuerpo. También va detrás del Zombie Powder y parece que es un viejo conocido de Gamma, al que dice conocer muy bien.
Nazna Gemini (ナスナ・ヘミニ Nazuna Jimini?): es la propietaria de los laboratorios Gemini. A pesar de su apariencia joven Nazna es una experimentada cirujana que puede operar cualquier cosa que se le proponga. Ha operado a Gamma con anterioridad y es la única capacitada para operar a Emilio y extraerle el anillo de la muerte que se ha hecho posesión de él. Le encanta quebrantar la ley y echarle las culpas a Gamma.
Angelle Bell Rose Cooney (アンヘジェ・ベルル・ロセ・コオネイ Anjirure Beru Rose Kooneyu?): esta pequeñaja de once años vive y trabaja con la doctora Gemini en los laboratorios, desde que su madre desapareció y su padre ingresó en prisión. Tiene poderes como la teletransportación o la levitación que se van incrementando a medida que Angelle entrena. A los siete años de edad conoció a Gamma del cual se enamoró locamante; cuando crezca aspira a casarse con él. De momento ha conseguido que Gamma le prometa besarla cuando cumpla los dieciséis.
- Datos: Q2719287